# Katedra Najświętszego Serca Pana Jezusa w Skopju
Katedra Najświętszego Serca Pana Jezusa w Skopju (mac. Катедрала „Пресвето срце Исусово“ во Скопје, Katedrała Presweto Srce Isusowo wo Skopje) – rzymskokatolicka katedra diecezji Skopje znajdująca się w Skopju, stolicy Macedonii Północnej. Mieści się przy ulicy Risto Siskov, pod numerem 31.
Została zaprojektowana przez macedońskiego architekta Blagoję Mickovskiego-Bajo i ukończona w roku 1977. Zastąpiła starą katedrę pod tym samym wezwaniem, zniszczoną przez trzęsienie ziemi w 1963. Na jej miejscu stoi obecnie muzeum św. Matki Teresy z Kalkuty, która urodziła się w tym mieście.